# Ernesto Korovsky
Ernesto Korovsky (11 de junio de 1957) es un guionista y actor argentino.

## Carrera
Korovsky llegó a la TV desde el teatro (durante 12 años, a partir de 1975, participó en más de 30 puestas como asistente y luego escribió y dirigió otras) y se inició con los libretos de Juana y sus hermanas, de Juana Molina. Desde entonces pasó por 90 60 90 modelos, Alta comedia, La hermana mayor, protagonizado por Soledad Silveyra.
Con la colaboración de Silvina Frejdkes y Alejandro Quesada participó en varios guiones televisivos exitosos, como 100 días para enamorarse, Educando a Nina, Viudas e hijos del rock and roll, Los vecinos en guerra y Graduados (que les mereció el Martín Fierro 2012).
También ha colaborado con Jorge Maestro (El sodero de mi vida, Son amores), Leonardo Bechini (Primicias), Gustavo Barrios (Gasoleros), Ricardo Rodríguez (Los secretos de papá), Sebastián Parrotta (Sos mi vida, Mujeres de nadie), Claudio Lacelli (Enseñame a vivir).
En 2021 fue reconocido por la Fundación Konex con un Diploma al Mérito Konex como uno de los mejores guionistas de la década.

## Guiones

### Televisión
Autor principal - Jefe de equipo
- 1997 - R.R.D.T. - Pol-Ka (Canal 13)
- 1998-1999 - Gasoleros - Pol-Ka (Canal 13)
- 2000 - Primicias Pol-Ka - Canal 13
- 2001 - El sodero de mi vida Pol-Ka - Canal 13
- 2002-2003 - Son amores Pol-Ka - Canal 13
- 2003 - Durmiendo con mi jefe Pol-ka - Canal 13
- 2004 - Los secretos de papá Pol-ka - Canal 13
- 2006 - Sos mi vida Pol-ka - Canal 13
- 2007-2008 - Mujeres de nadie Pol-Ka - Canal 13
- 2009 - Enseñame a vivir Pol-Ka - Canal 13
- 2012 - Graduados Underground - Telefe
- 2013 - Los vecinos en guerra Underground - Telefe
- 2014 - Viudas e hijos del rock and roll Underground - Telefe
- 2016 - Educando a Nina Underground - Telefe
- 2017 - Fanny la fan Underground - Telefe
- 2018 - 100 días para enamorarse Underground - Telefe
- 2021 - El primero de nosotros Viacom - Telefe